# Hotzenblitz

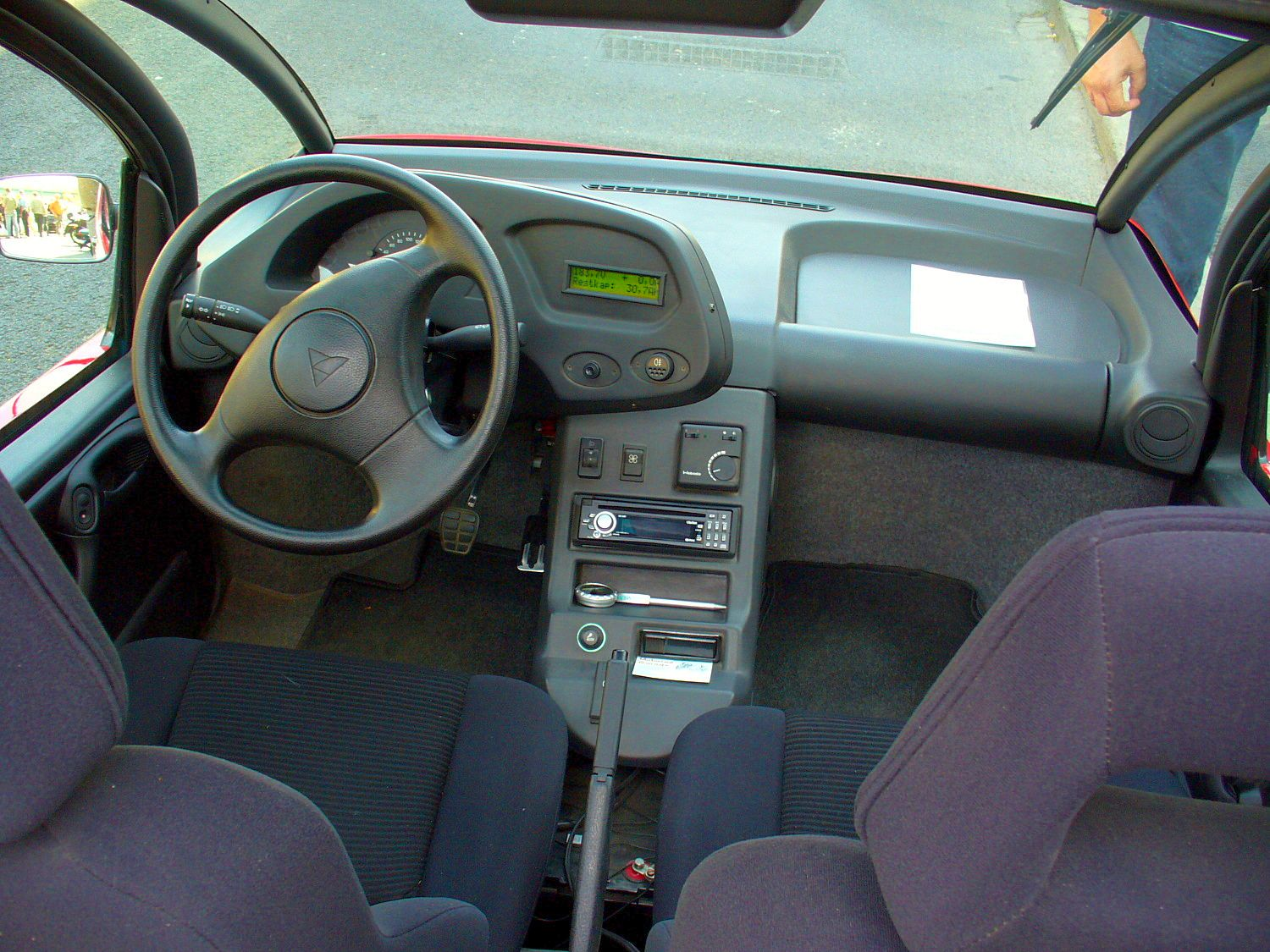
Interieur

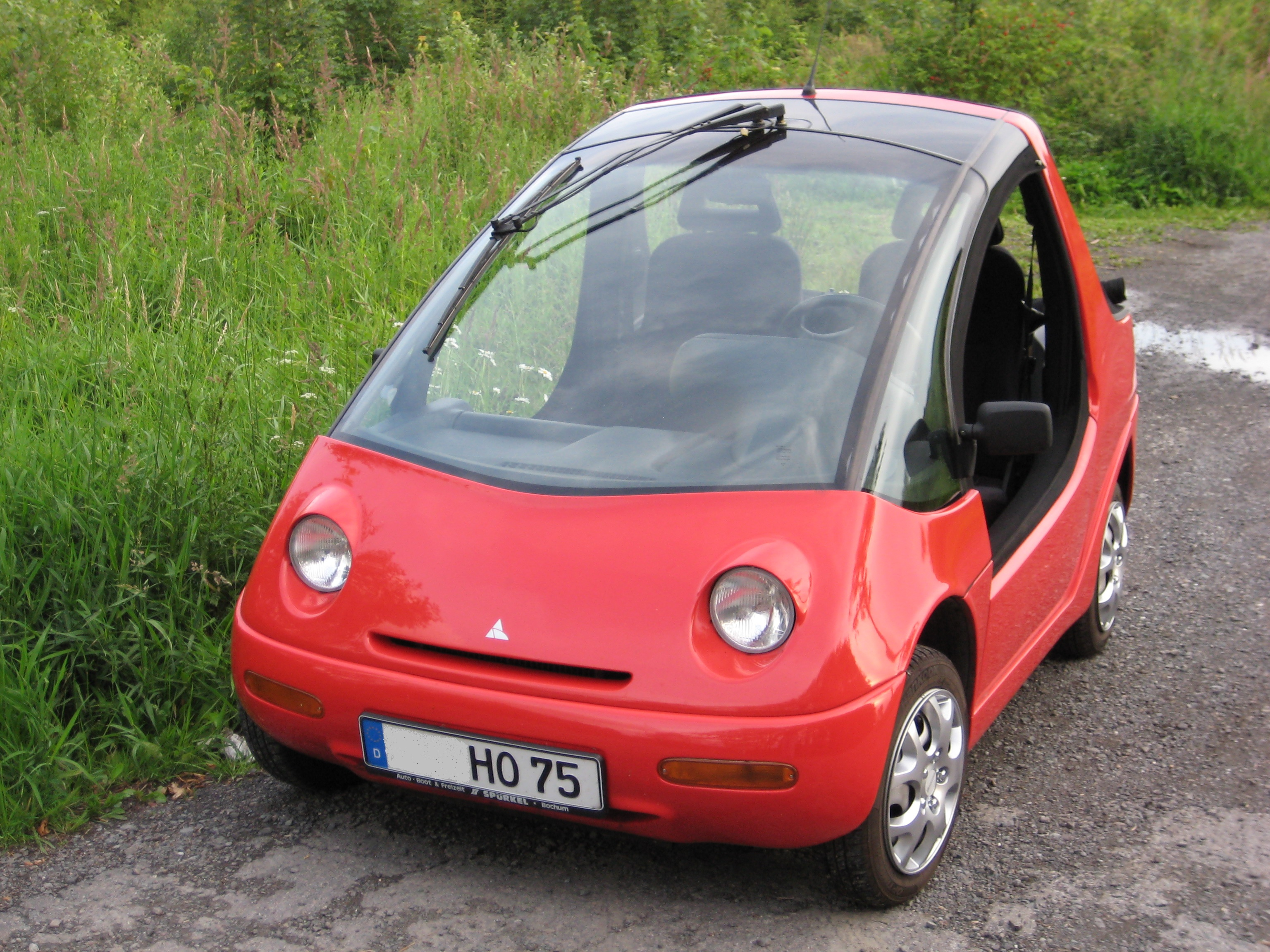
Hotzenblitz in der häufigsten Ausführung „Buggy“ mit GFK-Karosserie, offenem Verdeck und entfernten Stofftüren als Cabrio

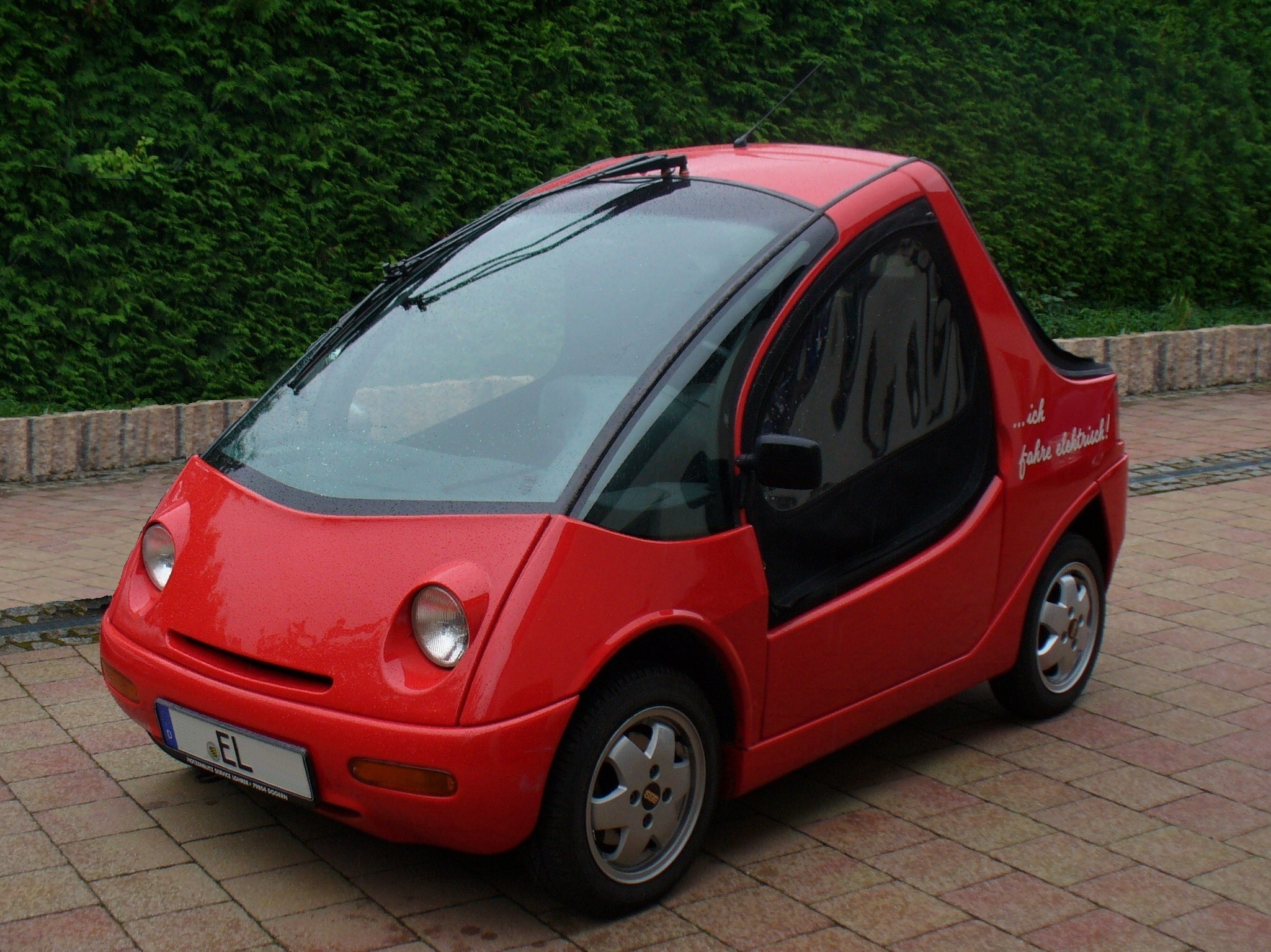
Elektroauto Hotzenblitz „Buggy“ mit seltener ABS-Karosserie und geschlossenen Stofftüren und Verdeck

Der Hotzenblitz ist ein deutsches Elektroauto, das von 1993 bis 1996 produziert wurde. Es wurde von der 1990 gegründeten Hotzenblitz-Mobile GmbH & Co. KG in Ibach im Hotzenwald entwickelt und von der Hotzenblitz Thüringen Mobile GmbH in den Fertigungshallen der Suhler Fahrzeugwerk GmbH im thüringischen Suhl produziert.
Er ist der erste und war bis zum Verkaufsstart des BMW i3 im November 2013 der einzige Personenkraftwagen, der in der Bundesrepublik Deutschland ausschließlich als Elektrofahrzeug entwickelt, in Serie produziert und an Kunden verkauft wurde.

## Geschichte

### Unternehmens- und Modellentwicklung
1989 beschlossen einige Hotzenwälder Ingenieure um den Elektromeister Thomas Albiez die Entwicklung eines zeit- und umweltgerechten Elektroautos. 1990 wurde dafür die Firma Hotzenblitz Mobile GmbH & Co. KG mit Thomas Albiez als Geschäftsführer gegründet.
19 Monate nach Entwicklungsbeginn war der erste Prototyp fahrtüchtig. Die Schweizer Firma Schwaller Motorsport entwickelte Rahmen und Fahrwerk. Die Firma MeDes Industrial Design war an der Entwicklung zur Serienreife maßgeblich beteiligt. Für ein Elektroauto dieser Größe war die passive Sicherheit vorbildlich. Die Autozeitschrift Auto Motor und Sport lobte die Detaillösungen. Im Juli 1990 beteiligte sich Alfred Ritter an der Finanzierung.
In Vorbereitung der Serienproduktion wurden die kleinen Linsenscheinwerfer des Prototypes durch Scheinwerfer der Firma Hella ersetzt. Das futuristische Cockpit wurde überarbeitet und mit einer konventionellen Tachometeranzeige und Armaturenteilen von Ford sowie einer damals sehr fortschrittlichen Flüssigkristallanzeige ausgestattet. Die Serienausführung des Hotzenblitz erhielt verschiebbare, ausgeformte Sitze mit klappbaren Rückenlehnen.
1993 begann die Hotzenblitz Thüringen Mobile GmbH die Fertigung in der 1992 gegründeten Suhler Fahrzeugwerk GmbH. Der Hotzenblitz wurde im September 1993 und 1995 auf der IAA in Frankfurt und im Frühjahr 1994 und 1995 auf dem Genfer Auto-Salon ausgestellt.
Die Karosserie bestand bei den ersten Fahrzeugen aus handlaminierten glasfaserverstärkten Kunststoffteilen (GFK), die traditionell lackiert wurden. Um die Kosten in der Serienproduktion zu senken, wurde bei der Firma Maucher Formenbau GmbH & Co. KG in Friedrichshafen eine Karosserie aus thermisch verformtem, durchgefärbten Kunststoff (Acrylnitril-Butadien-Styrol / ABS) entwickelt. Dabei wurde auch die zweite, getönte Scheibe oberhalb der Frontscheibe durch ein ABS-Karosserieteil in Wagenfarbe oder schwarz ersetzt. Diese Karosserieteile konnten maschinell gefertigt werden und mussten nicht mehr lackiert werden.
Obwohl sich beide Ausführungen äußerlich stark ähneln, ist die ursprüngliche GFK-Ausführung an der geschlossenen Frontpartie und einer Naht hinten über den vorderen Radkästen erkennbar, die das Aufklappen der gesamten Vorderfront für Wartungszwecke ermöglicht. Die ABS-Ausführung hat dagegen eine kleine Motorhaube mit zwei Nähten in der Vorderfront. Das Armaturenbrett erhielt bei der Überarbeitung geänderte Luftdüsen sowie einen abgerundeten, tiefgezogenen Ausschnitt für das LC-Display statt des vorher aufgesetzten Rahmens.

### Gescheiterte Serienfertigung
Im Juni 1996 musste die Fertigung vor dem Anlaufen einer (teilautomatisierten) Serienproduktion aufgrund von Finanzierungsproblemen eingestellt werden. Im Thüringer Fahrzeugwerk in Suhl wurden insgesamt etwa 140 Fahrzeuge in Manufaktur-Kleinserienproduktion, hauptsächlich vom Typ Hotzenblitz Buggy (EL-Sport) gefertigt. Die derart durchgeführte Produktion hatte „Vorseriencharakter“.
Die Treffpunkt Zukunft GmbH & Co KG übernahm das Projekt sowie viele Einzelteile aus der Insolvenzmasse etwa Ende 1997 und finanzierte sich über neue Privatinvestoren. 1998 versuchte man, basierend auf den Erfahrungen der 140 Vorserienfahrzeuge und Unterstützung des Landes NRW sowie Finanzierung durch die Euroimpuls BeteiligungsAG, die Serienfertigung eines überarbeiteten Hotzenblitzes zu realisieren. Der Bau eines einzigen „neuen“ Hotzenblitzes aus neu gefertigten Teilen wurde jedoch nie nachgewiesen. Belegt und gut dokumentiert ist dagegen der Neuaufbau eines Hotzenblitzes (Rahmen 148) aus Rest- und Ersatzteilen durch die Firma kraftvollleicht im Jahr 2010.
Zum überarbeiteten Modell mit dem Arbeitstitel „E-Mo“ bzw. „E-Mobil“ war angekündigt worden, es sei wieder ein Zweisitzer mit Platz für zwei Notsitze und wiege unter 800 Kilogramm. Verbesserungen bezogen sich dabei vor allem auf Details wie mehrfach angekündigte moderne Akkukonzepte, deren Realisierung jedoch ebenso ausblieb wie der des ebenfalls angekündigten portablen Range Extenders. Letztlich kam es nach 1996 nicht mehr zu einer erneuten Serienproduktion.

### Weitere Verwendung
Wegen seiner konsequenten Leichtbauweise und des Elektroantriebes nutzte man den Hotzenblitz mehrfach als Versuchsträger für andere Projekte. So entwickelte das Deutsche Zentrum für Luft- und Raumfahrt (DLR) den Hotzenblitz Hylite mit Brennstoffzellen-Hybridantrieb. Da die Brennstoffzelle Luft für Verbrennung und vor allem für Kühlung braucht, musste die Fahrzeugfront mit Kühleröffnungen angepasst werden. Dieses Fahrzeug nahm auch am ersten Hotzenblitztreffen im August 2004 in Dogern teil. Auf der eCarTec 2009 wurde ein Hotzenblitz mit ausziehbarem Solardach vorgestellt.
Im Jahr 2007 initiierten die Schweizer Unternehmen Kruspan Engineering und MDW-Temperatursensorik unabhängig von Treffpunkt Zukunft die Weiterentwicklung des Hotzenblitz mit der Rahmennummer 126. Kruspan Engineering verbaute Lithium-Ionen-Akkumulatoren mit hoher Energiedichte und 39 kWh Nennkapazität; Fahrzeugtests erzielten Reichweiten von 350 km. Man stattete das Fahrzeug auch mit seinem stärkeren Motor mit Brusa-Steuerung AMC325 aus sowie einem Brusa-Ladegerät, einer Bremsanlage mit Servounterstützung und einer überarbeiteten Heckpartie. Dies war der bis dato höchste dokumentierte technische Entwicklungsstand eines Hotzenblitzes. Er nahm 2011 als „Team 9 Faraday USA“ mit Roger Miauton, Mark Fuller und Mike Collier an der Wave2011 (World Advanced Vehicle Expedition) teil, einer Tour von 3000 Kilometern Länge, die durch acht Länder führte.
2011 erprobte Kendrion im Hotzenblitz ein modernes Antriebssystem aus zwei Elektromotoren mit elektronischem Differential.

## Technik

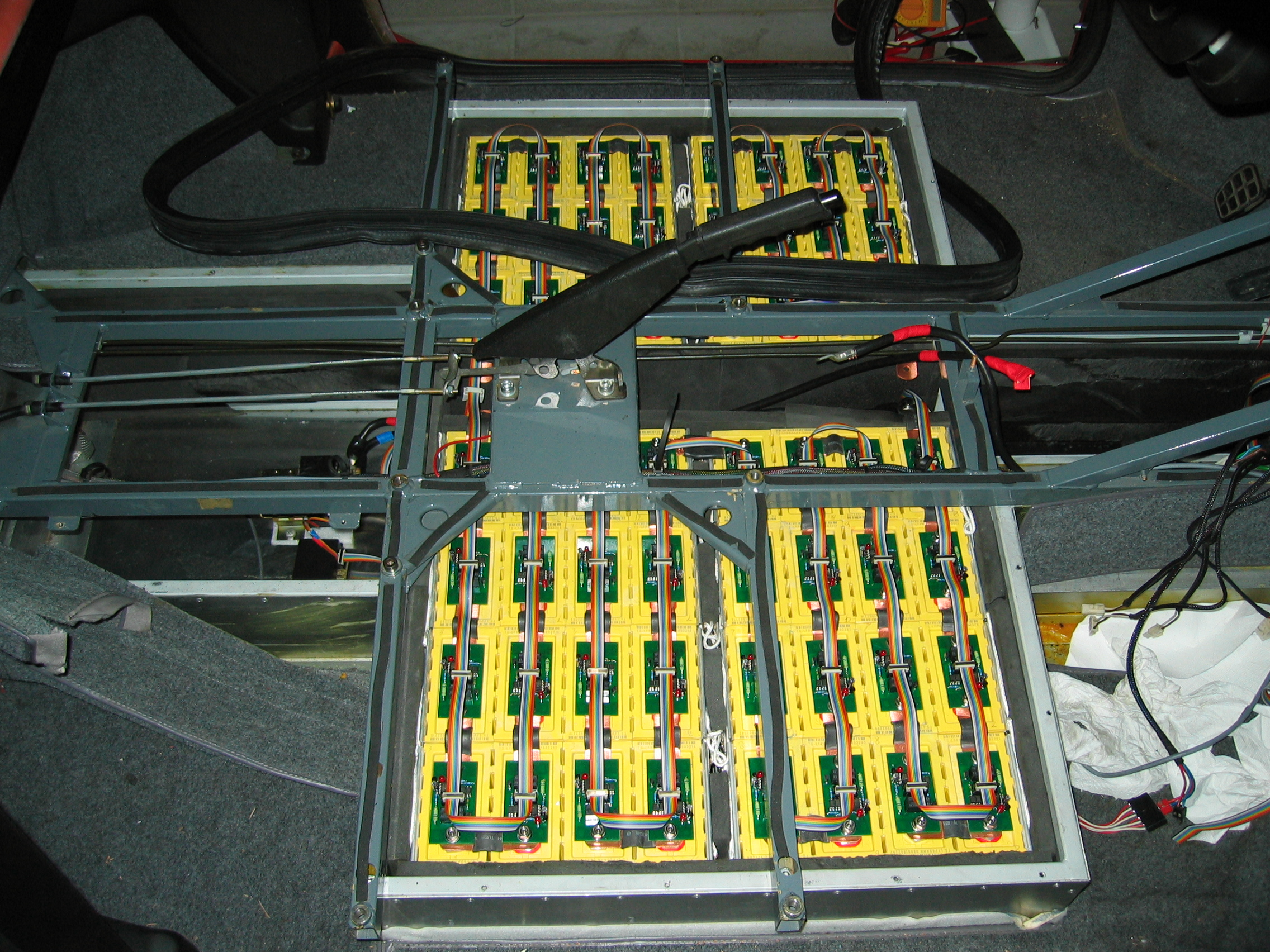
Hotzenblitz-Akkubox mit 56 Lithium-Eisenphosphat-Akkuzellen ThunderSky LPF60AH unter den Sitzen, BMS-Modul für jede Einzelzelle und Busverkabelung

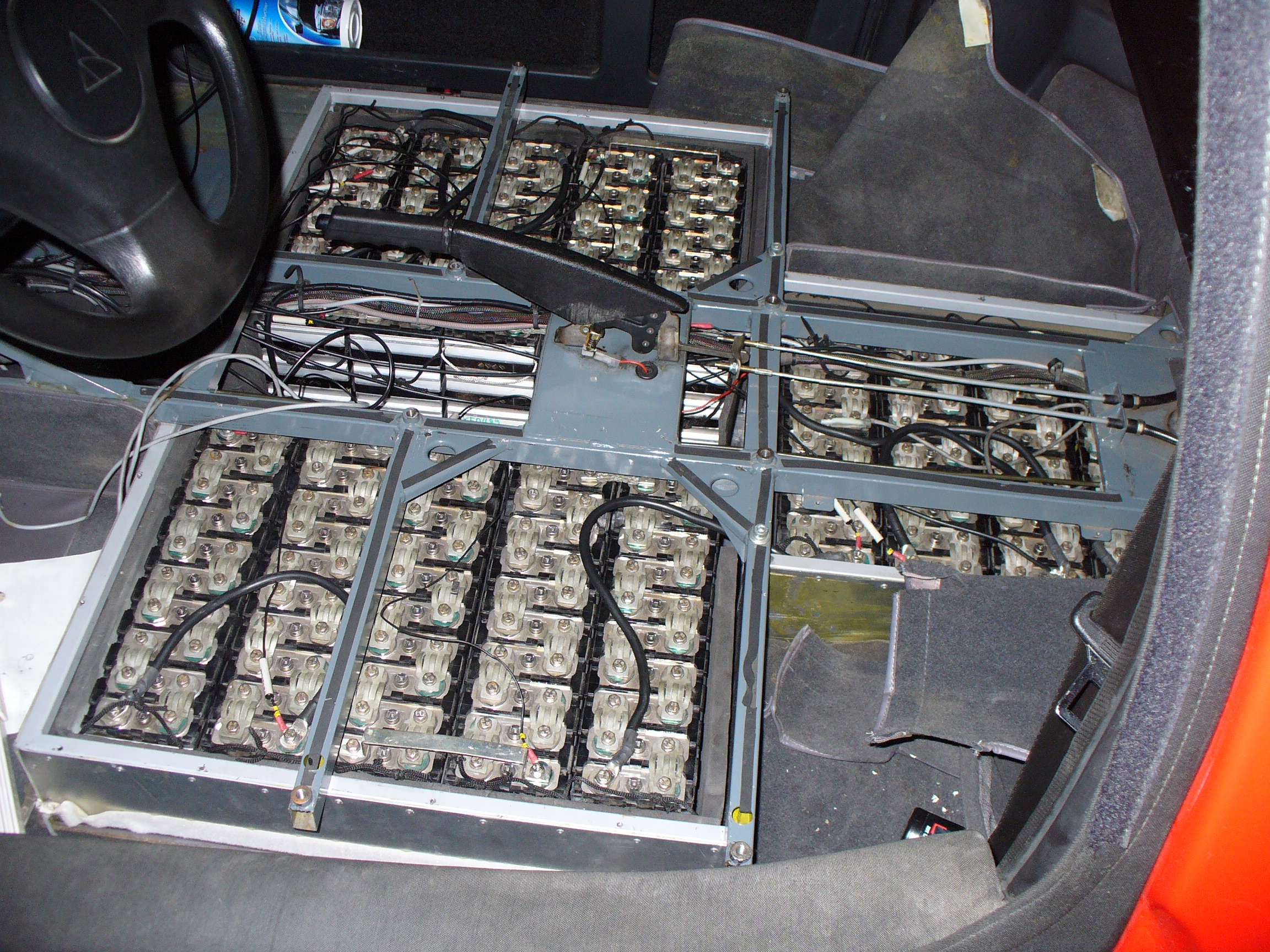
Antriebsbatterie mit NiMH-Akkus 14x12V-78Ah (Typ: 10/GP80EVS) im Hotzenblitz

Der Hotzenblitz besitzt einen leichten, stabilen Stahlrohrrahmen und eine Aluminium-Bodenwanne in Sandwichbauweise. Der Rahmen ist mit einer Kunststoffkarosserie beplankt. Die Scheiben sind eingeklebt.
Antrieb ist ein Drehstrom-Asynchronmotor, der beim Bremsen oder bei Talfahrt als Nutzbremse im Generatormodus einen Teil der kinetischen Energie als elektrische Energie (bis zu etwa 11 kW) in die Antriebsbatterie zurückspeist (Rekuperation) und dadurch Effizienz und Reichweite erhöht. Er hat eine Nennleistung von 12 kW (16 PS) und eine kurzzeitige Spitzenleistung von 16,5 kW. Das Auto erreicht eine Höchstgeschwindigkeit von ungefähr 100 km/h.
Der Hotzenblitz besitzt an den angetriebenen Vorderrädern Scheibenbremsen und an der Hinterachse Trommelbremsen, jedoch serienmäßig keinen Bremskraftverstärker.
Die originale Antriebsbatterie des Hotzenblitz bestand aus 14 wartungsfreien Blei-Gel-Akkumulatoren mit je 12 V und 60 Ah, die eine Traktionsspannung von 168 V und einen nominalen Energiegehalt (Nennkapazität) von 10 kWh ergeben und etwa 350 kg wiegen. Ein als BADICHEQ (BAtterie DIagnostic and CHarge EQualizing) bezeichnetes Batteriemanagementsystem (BMS) überwachte die 12-V-Akkublöcke und gab dem Fahrer über das LC-Display im Armaturenbrett Informationen über Reichweite und Akkuzustand. Aus der damaligen Zeit ist kein vergleichbares BMS für Bleiakkumulatoren bekannt. Das BADICHEQ-Modul war im Doppelboden vor dem Beifahrersitz verbaut und konnte über eine serielle Schnittstelle mit einem Personal Computer zu Service- und Überwachungsarbeiten verbunden werden. Das Fahrzeug hat mit der Blei-Gel-Antriebsbatterie bei etwa 25 °C eine Reichweite bis zu 70 km. Die Reichweite ist abhängig vom Fahrverhalten und den Außentemperaturen, da einem Akkumulator bei hohen Entladeströmen und niedrigeren Temperaturen nie die Nennkapazität entnommen werden kann. Der Hotzenblitz verbraucht etwa 12 kWh bis 15 kWh pro 100 km (ab Steckdose). Die Ladezeit beträgt an der normalen Schuko-Steckdose (230 V/16 A) mit dem Bordlader (Ladestrom 8–10 A, etwa 2000 W) zirka 5–6 Stunden.
In überarbeiteten Versionen wurde der Hotzenblitz mit anderen Akkumulatortypen wie Nickel-Cadmium-Akkumulatoren, Nickel-Metallhydrid-Akkumulatoren, Lithium-Ionen-Akkumulatoren oder Lithium-Eisenphosphat-Akkumulatoren ausgerüstet und erzielte damit Reichweiten von 100 bis 150 km auf der Landstraße. Das LC-Display im Armaturenbrett wird dabei meist gegen ein passendes Display für ein angepasstes BMS ausgetauscht. Das Leergewicht sinkt je nach Art und Größe der Antriebsbatterie um 70 bis 200 kg, was das Fahrverhalten verbessert. Durch die verbesserte Akkutechnologie, Motor- und Ladeelektronik sowie eine effizientere Rekuperation sinkt auch der Energieverbrauch ab Steckdose (also inklusive Verluste an Ladegerät und Batterie). Durch zusätzliche Drehstrom-Ladegeräte kann bei modernen Antriebsbatterien das Laden beschleunigt und die Ladedauer auf etwa eine Stunde gesenkt werden. In der Ausführung von Kruspan mit hochwertigen Lithium-Polymer-Akkus der Firma Kokam mit deutlich höherem Energiegehalt der Antriebsbatterie werden bis 350 km ohne Nachladen und eine höhere Endgeschwindigkeit erreicht.
Der Innenraum wird dank einer Dieselheizung (Webasto AirTop) im Winter warm genug. Allerdings ist die Lüftung nicht besonders leistungsstark, was zum Beschlagen der großen Frontscheibe führen kann. Um die Nutzungseinschränkungen der Bleiakkumulatoren bei niedrigen Temperaturen (verringerte Stromabgabe) zu verhindern, hat der Hotzenblitz unter der Antriebsbatterie in der Akkuwanne eine elektrische Flächenheizung mit etwa 100 W Heizleistung, die unterhalb von 15 °C vom Ladegerät automatisch zugeschaltet wird. Dadurch erhöht sich der Energieverbrauch im Winter um 1–2 kWh/100 km, je nach Nutzungsprofil.

## Allgemeines

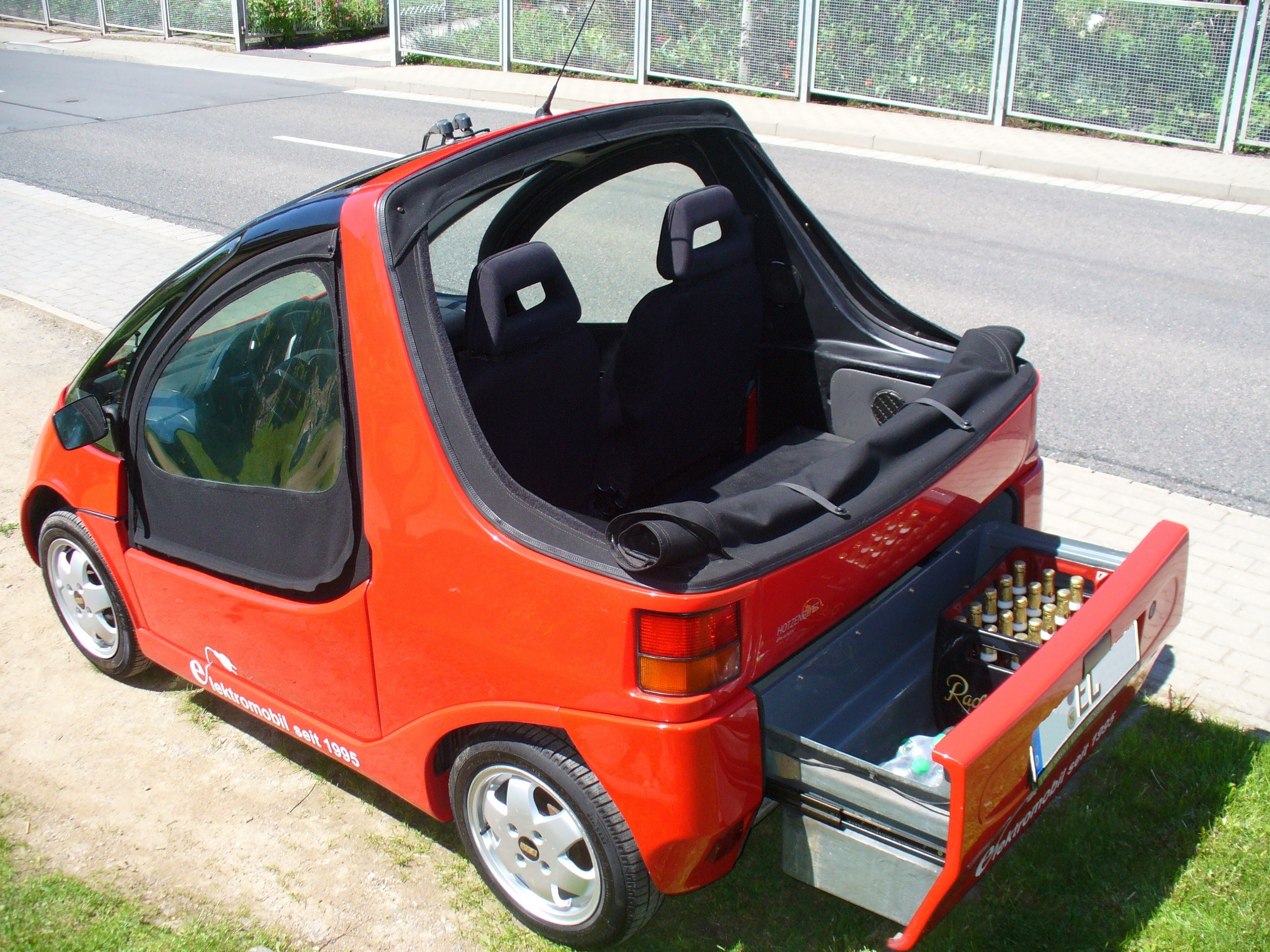
Hotzenblitz „Buggy“ (GFK) mit geöffnetem Verdeck und ausgezogener Kofferraumschublade

Der Hotzenblitz hat zwei Sitze und zusätzlich zwei Notsitze als gepolsterte Bank über der Kofferraumschublade. Optional gab es einzeln klappbare Rückenlehnen für die Notsitzbank. Er hat mit 350 kg Bleiakkumulatoren (14 Stück 12 V/60 Ah) ein Leergewicht von 830 kg und ein zulässiges Gesamtgewicht von 1240 kg.
Das Fahrzeug ist für den Stadtverkehr gedacht. Es gibt ihn mit Reißverschluss-Türen und flachem Stoffverdeck als Buggy. Einige Exemplare erhielten feste Türen in verschiedenen Ausführungen oder ein erhöhtes Stoffverdeck mit Klappgestänge und zwei hintere Sitze mit umklappbaren Rückenlehnen als Modell City. Ein Hardtop mit ausklappbarer Heckscheibe kann an Stelle des Stoffverdeckes montiert werden. Wegen seines niedrigen Schwerpunkts liegt der Hotzenblitz ausgezeichnet auf der Straße.
Der Preis der handgefertigten Fahrzeuge der Vorserie lag bei 32.000 DM für das Basismodell Buggy und erreichte für das Modell City mit Türen, Hardtop und vier Sitzen 54.000 DM.
Das Auto genießt nach seiner Produktionseinstellung Kultstatus unter den Elektromobilen und ist gesucht.